# Muara Ancalong
Muara Ancalong (indonez. Kecamatan Muara Ancalong) – kecamatan w kabupatenie Kutai Timur w prowincji Borneo Wschodnie w Indonezji.
Kecamatan ten graniczy od północy z kecamatanem Busang, od wschodu z kecamatanami Long Mesangat i Muara Bengkal, a od południa i zachodu z kabupatenem Kutai Kartanegara.
W 2010 roku kecamatan ten zamieszkiwało 12 511 osób, z których 100% stanowiła ludność wiejska. Mężczyzn było 6 564, a kobiet 5 947. 11 396 osób wyznawało islam, a 960 chrześcijaństwo.
Znajdują się tutaj miejscowości: Gemar Baru, Kelinjau Ilir, Kelinjau Ulu, Long Poq Baru, Long Nah, Long Tesak, Muara Dun, Senyiur.